# 中村昭治
中村 昭治（なかむら しょうじ、1982年 - 2010年5月30日）は、日本のアナウンサー。

## 略歴
石川県金沢市出身（出生は能登地方）。ラ・サール高等学校、東京大学教育学部卒業。マスコミ就職を目指し１年次から２年次にかけてＭＳＦで学ぶ。
2005年4月にテレビ朝日に入社し、同期の久保田直子、矢島悠子とともに同局のアナウンサーになる。同局在籍時には主にスポーツ関係を担当していた。
2007年7月にスポーツ業務推進部へ異動。後にテレビ朝日を退社し、2009年3月に故郷の石川県にあるテレビ金沢（日本テレビ系列）に中途入社した。
テレビ金沢でもアナウンサーを務めていたが、石川県出身者である大鳴戸親方（元大関・出島）の断髪式取材のために東京都へ出張中に体調を崩し、2010年5月30日に心不全のため、都内のホテルで死去した。27歳没。

## 担当番組

### テレビ朝日
- ワールドプロレスリング[1]
- スポーツ中継[1]
- News Access 730・ヤン坊マー坊天気予報（BS朝日）
- 全国高校野球選手権大会中継（朝日放送、2005年度・2006年度のアルプスリポーター） - 2006年度入社アナウンサーの人数の関係から、2年連続で担当。2006年度にはパンパシフィック水泳選手権中継のために帰京した島本真衣からの引き継ぎで、3回戦から準決勝までを担当した。また、決勝当日およびその翌日の再試合当日には、早稲田実業学校（東京都国分寺市）からの地元生中継を担当した。

### テレビ金沢
- となりのテレ金ちゃん[2]・花のテレ金ちゃん - ローカルニュース担当